# Stazione di Rovereto
Stazione di Rovereto vasútállomás Olaszországban, Trentino-Alto Adige régióban, Rovereto településen.

## Vasútvonalak
Az állomást az alábbi vasútvonalak érintik:
- Brenner-vasútvonal

## Kapcsolódó állomások
A vasútállomáshoz az alábbi állomások vannak a legközelebb: 
- Stazione di Mattarello
- Stazione di Mori